# Église Saint-Martin de Biarritz
L'église Saint-Martin est une église catholique située à Biarritz, dans le département français des Pyrénées-Atlantiques en région Nouvelle-Aquitaine. Elle fait partie de la paroisse Notre-Dame-du-Rocher conjointement avec l'église Sainte-Eugénie, l'église Saint-Charles, l'église Saint-Joseph, la chapelle du Saint-Esprit du Braou et enfin l'église Sainte-Thérèse de Biarritz. La paroisse dépend du diocèse de Bayonne.
Elle fait l'objet d'une inscription par les monuments historiques depuis 1931.

## Histoire
Saint Martin est choisi comme patron de Biarritz. La paroisse qui porte son nom remonte au temps de la domination anglaise. L'église actuelle est construite sur l'emplacement d'un édifice religieux primitif disparu et non documenté. De style roman, elle est agrandie et remaniée en 1541, d'après la date indiquée sur un pilier. 
Jusqu'en 1894, Saint-Martin est l'église paroissiale de la commune. À partir de 1861, elle est restaurée et embellie.Clément Mathieu y est vicaire à partir de 1906, période marquée par de graves tensions entre la Troisième République et l'Église de France, avant de diriger le séminaire de Bayonne.

## Description
L'église recèle des stalles en bois du XVIIIe siècle, classées à titre d'objet depuis 1973.

## Galerie d'images

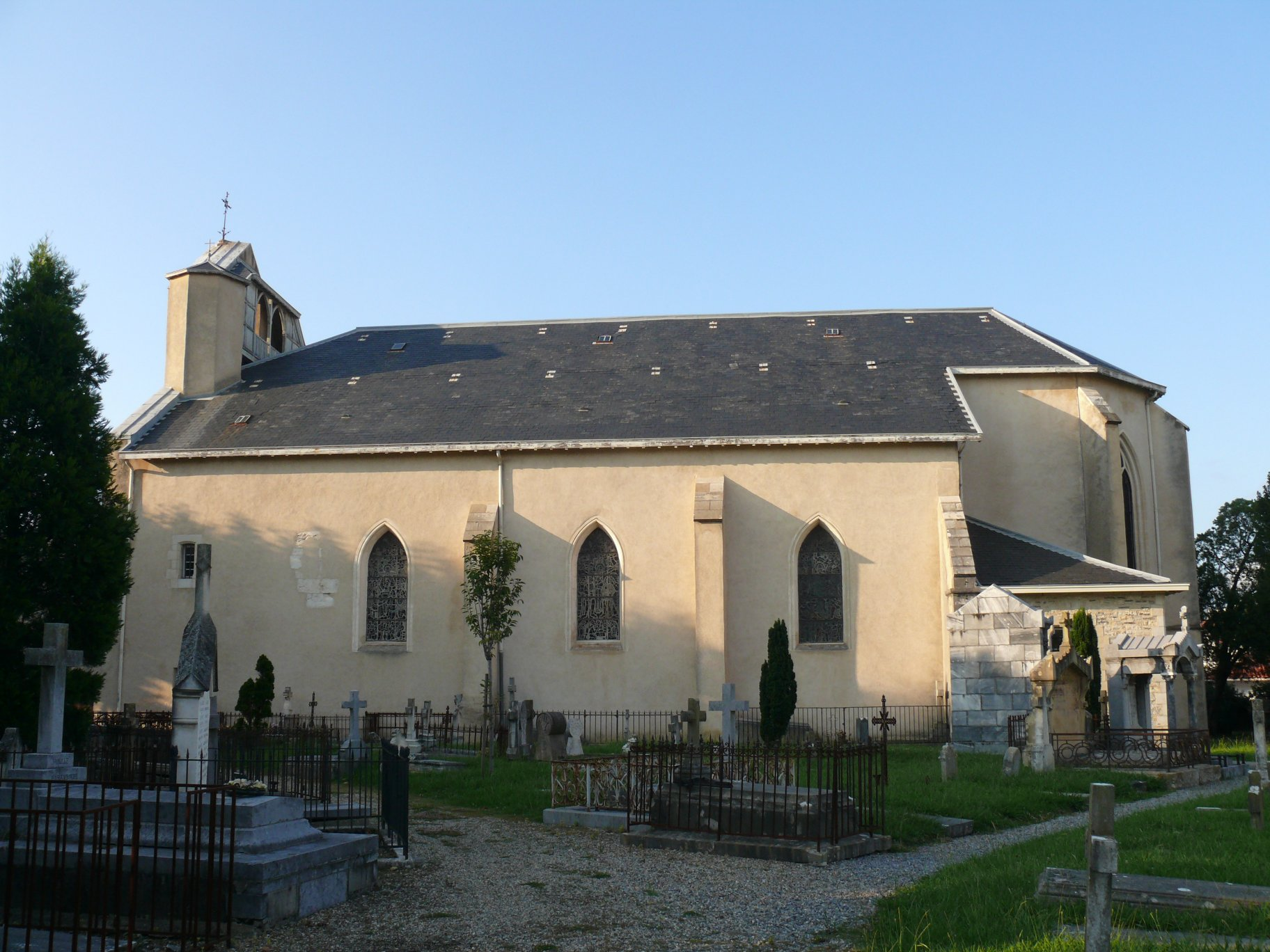
Vue latérale.
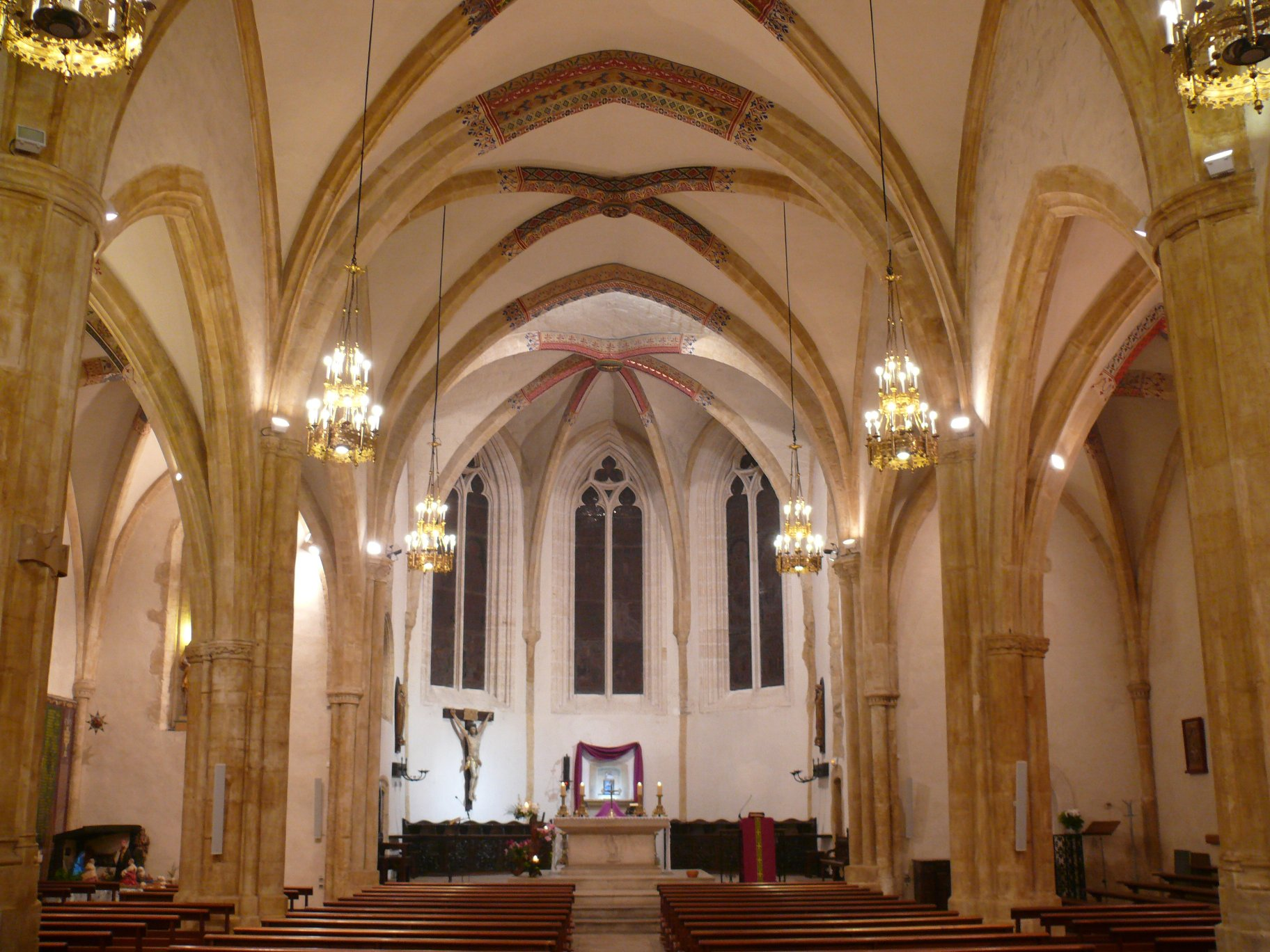
La nef.
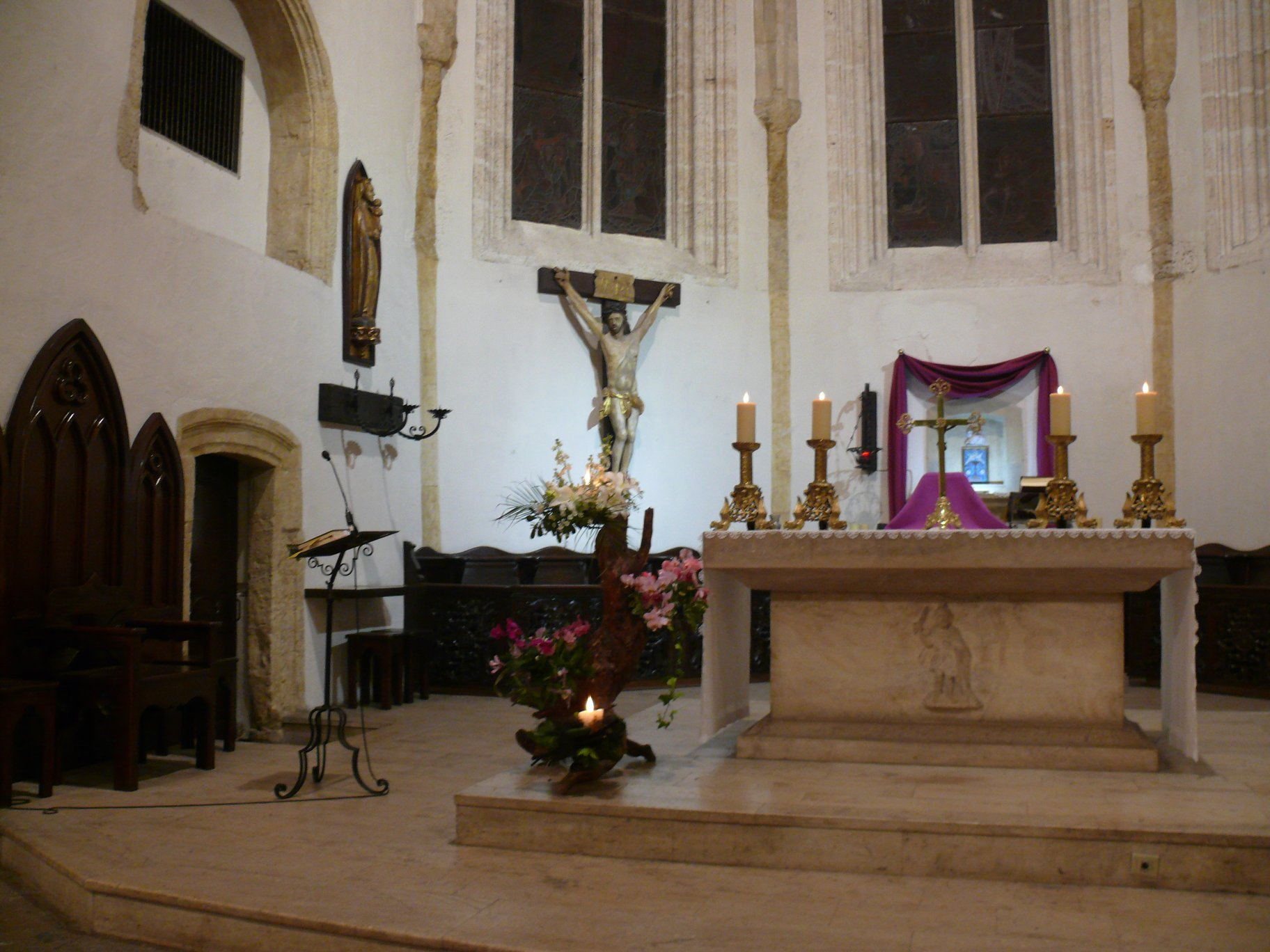
Le chœur.
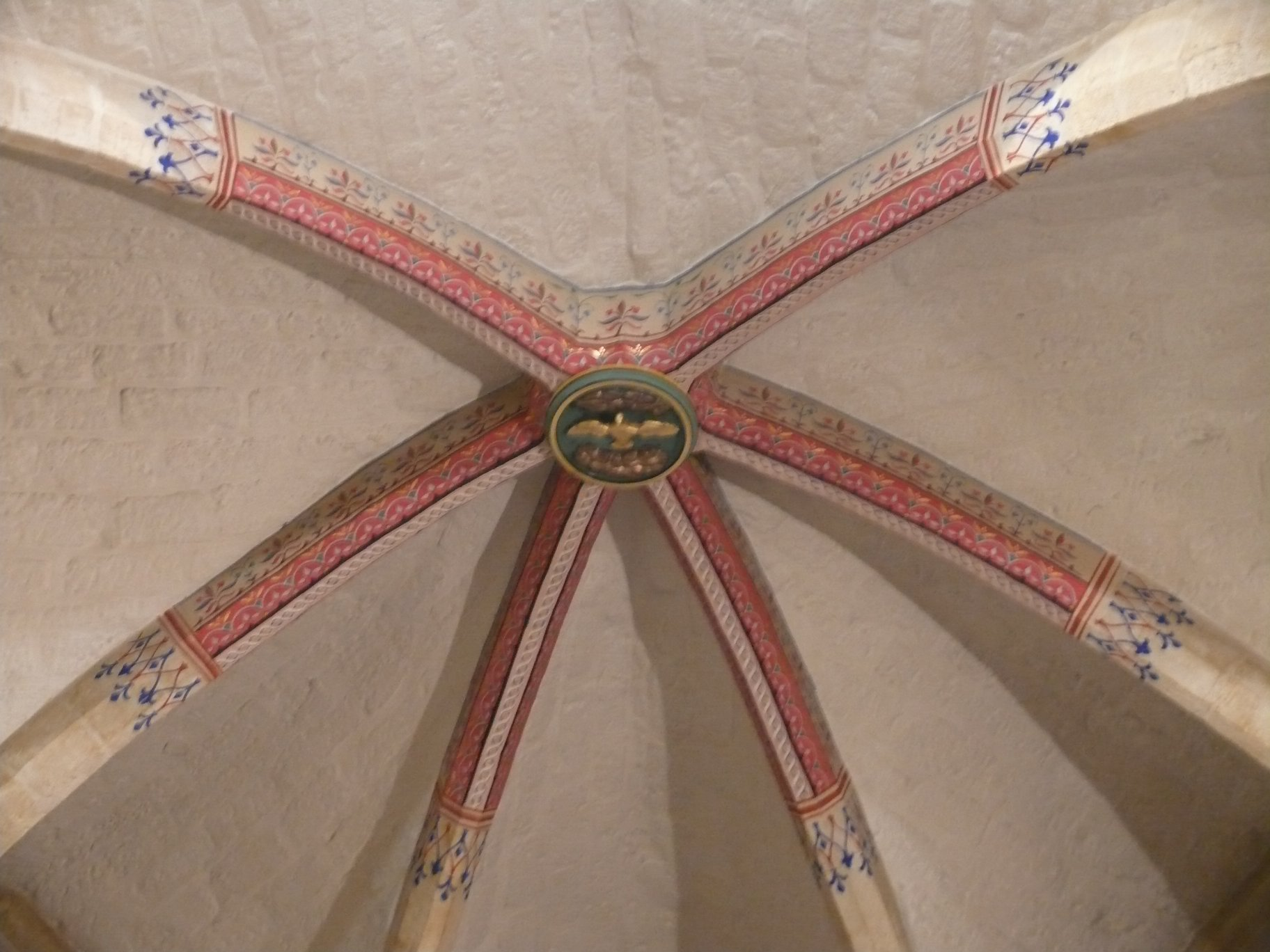
Clé de voûte.